# Ferula arrigonii
Ferula arrigonii är en flockblommig växtart som beskrevs av Bocchieri. Ferula arrigonii ingår i släktet stinkflokesläktet, och familjen flockblommiga växter. Inga underarter finns listade i Catalogue of Life.